# 達爾馬提亞省 (義大利王國)
达尔马提亚省（義大利語：Governatorato di Dalmazia）指法西斯的意大利王国及意大利帝国下辖的三个省的总称，首创于第二次世界大战中1941年四月入侵南斯拉夫后不久，由既有的扎拉省携新占领的南斯拉夫领土成立，根据《罗马条约》而割让。